# Major League Baseball 1895
1895 års säsong av Major League Baseball (MLB) var den 20:e i MLB:s historia. MLB bestod under denna säsong av National League (NL), som bestod av tolv klubbar. Mästare blev Baltimore Orioles, som därmed tog sin andra ligatitel.
För andra gången spelades en matchserie efter grundserien mellan mästarna och tvåorna, kallad "Temple Cup". Matchserien spelades i bäst av sju matcher och vanns av tvåorna Cleveland Spiders över mästarna Baltimore Orioles med 4–1 i matcher.

## Tabell
| Klubb                 | M   | V  | F  | O | V%    | GB   | PF    | PM    |
| --------------------- | --- | -- | -- | - | ----- | ---- | ----- | ----- |
| Baltimore Orioles     | 132 | 87 | 43 | 2 | 0,669 | –    | 1 003 | 648   |
| Cleveland Spiders     | 132 | 84 | 46 | 2 | 0,646 | 3    | 920   | 723   |
| Philadelphia Phillies | 133 | 78 | 53 | 2 | 0,595 | 9,5  | 1 067 | 957   |
| Chicago Colts         | 133 | 72 | 58 | 3 | 0,554 | 15   | 867   | 853   |
| Boston Beaneaters     | 133 | 71 | 60 | 2 | 0,542 | 16,5 | 911   | 829   |
| Brooklyn Grooms       | 134 | 71 | 60 | 3 | 0,542 | 16,5 | 878   | 838   |
| Pittsburg Pirates     | 135 | 71 | 61 | 3 | 0,538 | 17   | 815   | 799   |
| Cincinnati Reds       | 132 | 66 | 64 | 2 | 0,508 | 21   | 903   | 855   |
| New York Giants       | 132 | 66 | 65 | 1 | 0,504 | 21,5 | 855   | 832   |
| Washington Senators   | 133 | 43 | 85 | 5 | 0,336 | 43   | 840   | 1 047 |
| St. Louis Browns      | 136 | 39 | 92 | 5 | 0,298 | 48,5 | 752   | 1 036 |
| Louisville Colonels   | 133 | 35 | 96 | 2 | 0,267 | 52,5 | 697   | 1 091 |

## Temple Cup
| 1 | 2 oktober 1895 | Cleveland Spiders | 5 – 4   | Baltimore Orioles | League Park                                                                   |                                                                               |
|   |                | W: Young (1-0)    | Rapport | L: McMahon (0-1)  | Cleveland, OH Publik: Cirka 7 000 Längd: 2:17 Domare: Jim McDonald, Tim Keefe | Cleveland, OH Publik: Cirka 7 000 Längd: 2:17 Domare: Jim McDonald, Tim Keefe |

| 2 | 3 oktober 1895 | Cleveland Spiders | 7 – 2   | Baltimore Orioles | League Park                                                                   |                                                                               |
|   |                | W: Cuppy (1-0)    | Rapport | L: Hoffer (0-1)   | Cleveland, OH Publik: Cirka 8 000 Längd: 2:13 Domare: Jim McDonald, Tim Keefe | Cleveland, OH Publik: Cirka 8 000 Längd: 2:13 Domare: Jim McDonald, Tim Keefe |

| 3 | 5 oktober 1895 | Cleveland Spiders | 7 – 1   | Baltimore Orioles | League Park                                                                    |                                                                                |
|   |                | W: Young (2-0)    | Rapport | L: McMahon (0-2)  | Cleveland, OH Publik: Cirka 12 000 Längd: 1:40 Domare: Tim Hurst, Jim McDonald | Cleveland, OH Publik: Cirka 12 000 Längd: 1:40 Domare: Tim Hurst, Jim McDonald |

| 4 | 7 oktober 1895 | Baltimore Orioles | 5 – 0   | Cleveland Spiders | Union Park                                                                  |                                                                             |
|   |                | W: Esper (1-0)    | Rapport | L: Cuppy (1-1)    | Baltimore, MD Publik: Cirka 10 000 Längd: 2:00 Domare: Tim Keefe, Tim Hurst | Baltimore, MD Publik: Cirka 10 000 Längd: 2:00 Domare: Tim Keefe, Tim Hurst |

| 5 | 8 oktober 1895 | Baltimore Orioles | 2 – 5   | Cleveland Spiders | Union Park                                                                 |                                                                            |
|   |                | L: Hoffer (0-2)   | Rapport | W: Young (3-0)    | Baltimore, MD Publik: Cirka 9 000 Längd: 2:30 Domare: Tim Hurst, Tim Keefe | Baltimore, MD Publik: Cirka 9 000 Längd: 2:30 Domare: Tim Hurst, Tim Keefe |

## Statistik

### Slagmän

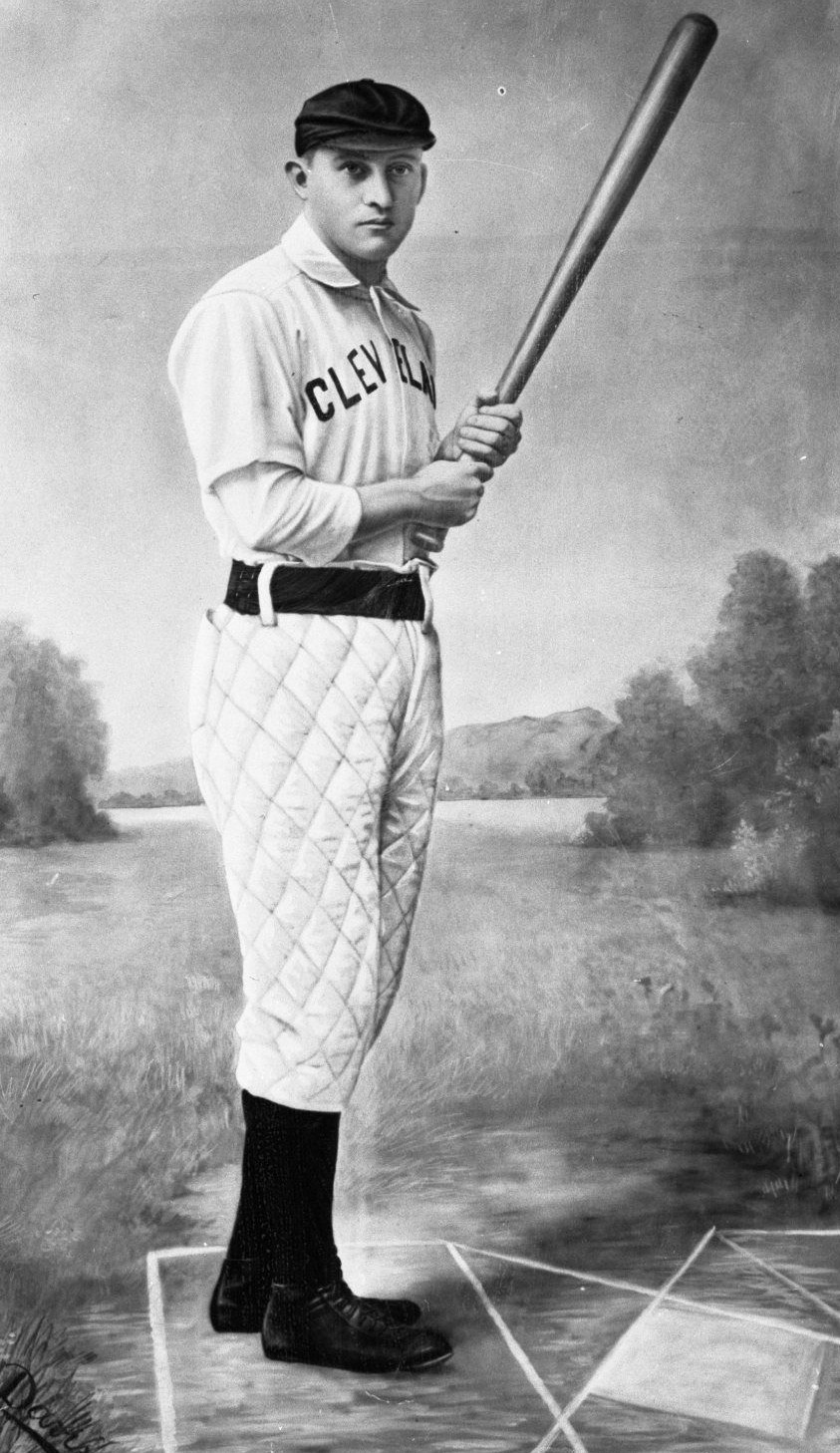
Jesse Burkett.

Källa: 
| Kategori | Slagman        | Klubb | Värde |
| -------- | -------------- | ----- | ----- |
| AVG      | Jesse Burkett  | CLE   | 0,409 |
| HR       | Sam Thompson   | PHI   | 18    |
| RBI      | Sam Thompson   | PHI   | 165   |
| R        | Billy Hamilton | PHI   | 166   |
| H        | Jesse Burkett  | CLE   | 225   |
| OBP      | Ed Delahanty   | PHI   | 0,500 |
| SLG      | Sam Thompson   | PHI   | 0,654 |
| SB       | Billy Hamilton | PHI   | 97    |

### Pitchers

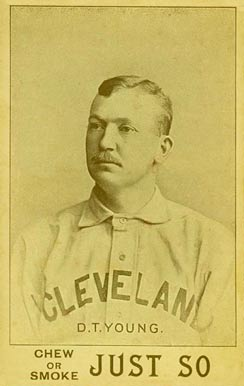
Cy Young.

Källa: 
| Kategori | Pitcher                                                           | Klubb           | Värde |
| -------- | ----------------------------------------------------------------- | --------------- | ----- |
| W        | Cy Young                                                          | CLE             | 35    |
| ERA      | Al Maul                                                           | WSH             | 2,45  |
| SO       | Amos Rusie                                                        | NYG             | 201   |
| IP       | Pink Hawley                                                       | PIT             | 444,1 |
| CG       | Ted Breitenstein                                                  | STL             | 46    |
| SHO      | Pink Hawley · Bill Hoffer · Sadie McMahon · Amos Rusie · Cy Young | PIT BAL NYG CLE | 4     |
| SV       | Ernie Beam · Kid Nichols · Tom Parrott                            | PHI BOS CIN     | 3     |
| WHIP     | Cy Young                                                          | CLE             | 1,18  |